# 7号弗吉尼亚州州道
維吉尼亞州7號公路（又名7號維吉尼亞州州道）位於美国弗吉尼亚州的北部，起點於維吉尼亞州400號公路，始於溫徹斯特。此公路幾乎與波托马克河和華盛頓和奧多明尼昂鐵路相平行。
維吉尼亞州7號公路連接以下的公路:
- 維吉尼亞州244號公路（英语：Virginia State Route 244）（瀑布教堂市）
- 維吉尼亞州123號公路（英语：Virginia State Route 123）（泰森斯角）
- 維吉尼亞州267號公路（英语：Virginia State Route 267）（泰森斯角）
- 維吉尼亞州28號公路（斯特靈（英语：Sterling, Virginia））
- 維吉尼亞州267號公路（利斯堡）
- 維吉尼亞州9號公路（利斯堡附近）
- 維吉尼亞州287號公路（英语：Virginia State Route 287）（普塞維爾（英语：Purcellville, Virginia））
- 395號州際公路（英语：Interstate 395 (Virginia–District of Columbia)）（亞歷山卓）
- 66号州际公路（瀑布教堂市）
- 495號州際公路（泰森斯角）
- 81號州際公路（溫徹斯特）
- 50号美国国道（瀑布教堂市）
- 15号美国国道（利斯堡）
- 340號美國國道（英语：U.S. Route 340）（貝里維爾（英语：Berryville, Virginia））

隨著勞登郡的人口不斷上升，維吉尼亞州7號公路現在亦愈來愈重要，特別是在經濟上。它與395號州際高速公路都成了National Highway System中重要的一員。